# Komarașeve, Berezivka
Komarașeve (în ucraineană Комарашеве) este un sat în comuna Mîkolaiivka din raionul Berezivka, regiunea Odesa, Ucraina.

## Demografie
Componența lingvistică a localității Komarașeve
     Ucraineană (98,08%)
     Alte limbi (1,28%)
Conform recensământului din 2001, majoritatea populației localității Komarașeve era vorbitoare de ucraineană (98,08%), existând în minoritate și vorbitori de alte limbi.